# Тендык (Атырауская область)
Тендык (каз. Теңдік) — упразднённая станция в Атырауской области Казахстана. Находилась в подчинении городской администрации Атырау. Входила в состав Геологского сельского округа. Упразднено в 2019 г. Код КАТО — 231039700.

## Население
В 1999 году население станции составляло 131 человек (63 мужчины и 68 женщин). По данным переписи 2009 года, в населённом пункте проживали 183 человека (102 мужчины и 81 женщина).